# Кольцова, Марионилла Максимовна
Мариони́лла Макси́мовна Кольцо́ва (7 [20] марта 1915, Самара — 19 ноября 2006) — советский, российский физиолог; доктор медицинских наук (1955), профессор (1964); член-корреспондент АПН СССР (с 1968).

## Биография
В 1935 году окончила 1-й Ленинградский медицинский институт. В период блокады Ленинграда работала в детской больнице города.
В 1959—1969 годы заведовала лабораторией нервной деятельности в Институте физиологии им. И. П. Павлова АН СССР; в 1969—1987 — заведующая лабораторией высшей нервной деятельности детей дошкольного возраста в НИИ физиологии детей и подростков АПН СССР.
Похоронена на Смоленском православном кладбище Санкт-Петербурга.

## Научная деятельность
В 1940 году защитила кандидатскую (научный руководитель — Н. И. Красногорский), в 1953 — докторскую диссертацию.
Основные направления исследований:
- высшая нервная деятельность детей.

### Избранные труды
- Кольцова М. М. Воспитание полезных навыков и привычек у детей. — М.: Медицина, 1965. — 52 с. — (Научно-популярная медицинская литература)
- Кольцова М. М. Двигательная активность и развитие функций мозга ребёнка : (Роль двигат. анализатора в формировании высш. нервной деятельности ребёнка). — М.: Педагогика, 1973. — 143 с. — 7000 экз.
- Кольцова М. М. Материалы по изучению формирования сигнальных систем действительности у ребёнка : Автореф. дис. … д-ра мед. наук. — Л., 1953. — 16 с.
- Кольцова М. М. Некоторые новые данные по физиологии слюнных рефлексов у детей: Тез. дис. … канд. мед. наук. — Л.: Б. и., 1940. — [1] с.
- Кольцова М. М. О формировании высшей нервной деятельности ребёнка. — Л.: Медгиз, 1958. — 143 с.
- Кольцова М. М. Обобщение как функция мозга. — Л.: Наука, 1967. — 182 с.
- Кольцова М. М. Развитие сигнальных систем действительности у детей / Отв. ред. Э. А. Асратян. — Л.: Наука, 1980. — 164 с. — 3100 экз.
- Кольцова М. М. Ребёнок учится говорить. — М.: Сов. Россия, 1973. — 159 с. — 50000 экз.
  -  — 2-е изд., перераб. и доп. — М.: Сов. Россия, 1979. — 192 с. — 50000 экз.
- Кольцова М. М., Рузина М. С. Ребёнок учится говорить; Пальчиковый игротренинг. — СПб.: Изд. дом «МиМ», 1998. — 191 с. — (Психология детства). — 10000 экз. — ISBN 5-8097-0016-0
- — СПб.: Сага, 2002. — 223 с. — 5000 экз. — ISBN 5-901609-10-7
- — Екатеринбург : У-Фактория, 2004. — 214 с. — (Психология детства. Современный взгляд). — 15000 экз. — ISBN 5-94799-308-2. — ISBN 5-94799-186-1
- — Екатеринбург : У-Фактория, 2006. — 214 с. — (Психология детства). — (Современный взгляд). — 15000 экз. — ISBN 5-9757-0003-5. — ISBN 5-9757-0001-9
- Кольцова М. М. Учение И. П. Павлова о сигнальных системах действительности. — М.: Знание, 1955. — 32 с. — ([Серия 3 ; № 52])
- Кольцова М. М. Физиологический анализ ассоциативной функции мозга детей с различной подвижностью нервных процессов. — Душанбе : Ирфон, 1991. — 54 с. — 1000 экз. — ISBN 5-667-00537-9
- Кольцова М. М. Формирование сигнальных систем действительности у ребёнка. — М.: Б. и., 1968. — 18 с.
- Кольцова М. М. Опаленные блокадой = The Siege-Burnt / на рус. и англ. яз. — Центр развития культурных инициатив; Издательство Виктора Немтинова в Санкт-Петербурге, 2005. — 104 с. — ISBN 593425006X